# Крістабель
Крістабель Борг (англ. Christabelle Borg; (відома, як Christabelle) народ. 28 квітня 1992, Мджарр, Мальта) — мальтійська співачка, музикантка, авторка пісень та телеведуча.
Представниця Мальти на міжнародному пісенному конкурсі Євробачення-2018 з піснею «Taboo».

## Життєпис
Народилася 28 квітня 1992 року у місті Мджарр на Мальті. Навчалася музичному мистецтву в Університеті Святої Марії в Лос-Анджелесі, який закінчила у 2014 році. Після цього вступила на навчання до Мальтійського університету на спеціальність бухгалтерський облік. Закінчила університет у 2015 році, отримавши ступінь магістра

## Творча кар'єра
Ще юною дівчиною брала участь у мальтійських телевізійних шоу Teen Trouble та Teen Traffic.
У 2014 році брала участь у національному відборі на Євробачення-2014, але у фіналі посіла лише 9 місце.
Вона повернулася на конкурс у 2015 році з піснею «Rush» і в 2016 році з піснею «Kingdom», посівши друге і четверте місця відповідно.
У 2018 році вона вчетверте брала участь у національному відборі та здобула жадану перемогу і обралася представницею Мальти на Євробачення-2018 з піснею «Taboo». Вона виступала 10 травня 2018 році у другому півфіналі, де посіла 13 місце та не пройшла до фіналу.

## Альбоми
| Назва                  | Рік  | Альбом            |
| ---------------------- | ---- | ----------------- |
| «I Wanna Know»         | 2009 | Non-album singles |
| «Flame»                | 2009 | Non-album singles |
| «Naturally»            | 2009 | Non-album singles |
| «Everytime I Bleed»    | 2009 | Non-album singles |
| «Everything About You» | 2011 | Non-album singles |
| «Say»                  | 2012 | Non-album singles |
| «Fall for You»         | 2013 | Non-album singles |
| «Bay Kids Song»        | 2013 | Non-album singles |
| «Lovetricity»          | 2014 | Non-album singles |
| «Rush»                 | 2015 | Non-album singles |
| «Kingdom»              | 2016 | Non-album singles |
| «Taboo»                | 2018 | Non-album singles |